# Emunoth ve-Deoth
Emunoth ve-Deoth (en hebreu ספר האמונות והדעות, Sefer ha-Emunot ve-Deot) és el nom d'un text de la filosofia del judaisme escrit l'any 933 per Saadia Gaon, considerat un dels primers intents de racionalitzar la fe jueva. Influït per l'escola del mutazilisme, el seu autor va intentar posar per escrit les tradicions orals del judaisme rabínic fent èmfasi en la seva compatibilitat amb la raó. Considera que el coneixement pot provenir dels sentits, de la reflexió o de la revelació i que els fruits de les diferents fonts porten a una única veritat. Refuta autors grecollatins, tradicions religioses diferents i creences populars de la zona egípcia que han propagat idees contràries a la fe jueva.

## Idees fonamentals
El món ha estat creat ex nihilo per Déu, en contra d'altres teories que són refutades com a falses, incloses les que provenen de la filosofia clàssica. Aquest Déu és únic i es revela ocasionalment als mortals, com amb els deu manaments, una regla de com comportar-se al món terrenal. Segons aquesta conducta, l'home es divideix en deu graons de gràcia o pietat, que porten a la salvació de l'ànima, totalment diferent al cos material.